# Adriaan van Veen

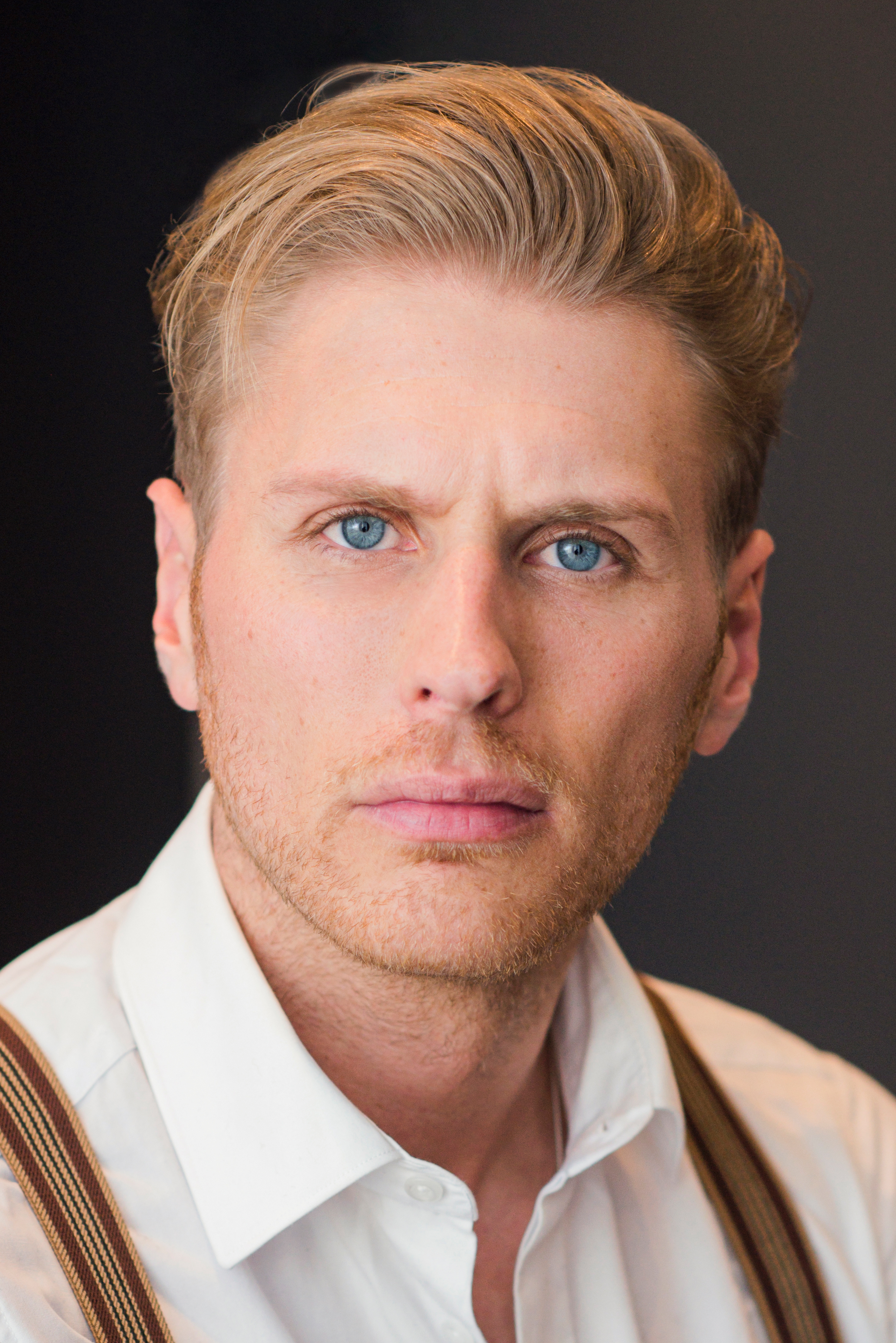
Adriaan van Veen, 2020

Adriaan van Veen (* 18. Oktober 1989 in Hannover) ist ein deutsch-niederländischer Schauspieler.
Van Veen besuchte die Freie Waldorfschule Hannover-Bothfeld. 2018 gewann er den Titel „Mister Bremen“ bei einem Schönheitswettbewerb, 2019 lief er als Model auf der Berlin Fashion Week. Außerdem modelte er mehrfach für eine Shampoo-Firma.
Als Schauspieler trat er in der TV-Serie Alles was zählt auf. Bis 2020 gehörte van Veen zum Hauptcast der deutschen Scripted-Reality-Soap Krass Schule – Die jungen Lehrer, die bei RTL II ausgestrahlt wird. 2020 übernahm er in der TV-Soap Unter uns bei RTL die Rolle des niederländischen Arztes Dr. Magnus van de Berg.

## Filmografie (Auswahl)
- 2019: Gesualdo – Musik und Verbrechen[4]
- 2019–2020: Krass Schule – Die jungen Lehrer[5]
- 2020: Unter uns[6]
- 2021: Die Chefin[7]
- 2023: WaPo Duisburg (Fernsehserie, Folge Flitterwochen)
- 2023: Aktenzeichen XY ungelöst (Fernsehsendung)